# Предшколски будизъм
Терминът предшколски будизъм се използва от някои учениотносно будизма, който е съществувал преди да се появят различните подшколи на будизма. 
Други термини, които са били използвани, за да се назове този първи период на будизма, са: най-ранния будизъм,  първоначалния будизъм и будизъм на самия Буда.
Някои японски учени (като Накамура и Хиракава) използват термина Ранен будизъм, отнасяйки го към този първи период на будизма, и го причисляват към следващия период от най-ранните будистки школи като сектантски будизъм.
Пре-сектантския будизъм се отнася за будизма в периода между първата проповед на Гаутама Буда до първото трайно разцепление в Санга, които се е случило (според повечето учени) между Втория будистки събор и Третия будистки събор.Обаче, по-късно професор Хиракава, поставя първия разкол след смъртта на цар Ашока.